# Watermelon Sugar
Watermelon Sugar is een nummer van de Britse zanger Harry Styles afkomstig van zijn tweede studioalbum Fine Line (2019). Styles schreef het nummer samen met Mitch Rowland en zijn producers Tyler Johnson en Kid Harpoon. Ze werden geïnspireerd door de Amerikaanse roman watermelon (1968) van Richard Brautigan. 
Origineel werd het nummer uitgebracht als een promotionele single voor Fine Line op 16 november 2019, maar op 15 mei 2020 werd het nummer uitgebracht als vierde single van het album. Het nummer werd positief ontvangen, met vele complimenten voor het concept en Styles' vocals. Het nummer deed het commercieel ook erg goed, het bereikte de top 10 in zestien landen, waaronder Nederland, de Verenigde Staten, het Verenigd Koninkrijk, Australië en Canada. 
De muziekvideo van Watermelon Sugar werd op 18 mei 2020 uitgebracht en ontving positieve reviews. De video werd geregisseerd door Bradley & Pablo en is opgenomen in Malibu, Californië. Styles is dansend in de video te zien op een strand met verschillende in bikini gekleden vrouwen terwijl hij watermeloen eet. Styles heeft de single gepromoot tijdens verschillende liveoptredens, waaronder bij Saturday Night Live en Later with Jools Holland.

## Achtergrond
Watermelon Sugar werd geschreven door Styles, Mitch Rowland en zijn producers Tyler Johnson en Kid Harpoon. Het werd oorspronkelijk geschreven in september 2017 tijdens een vrije dag van Harry Styles: Live on Tour. Ze gingen naar The Cave Studio in Nashville en gingen gewoonweg wat proberen. Gaandeweg bedachten ze de melodie van het refrein. Ze hadden het boek In Watermelon Sugar van Richard Brautigan en vonden het leuk klinken als titel. Volgens geruchten gaat het nummer over Styles zijn ex-vriendin Camille Rowe, die fan is van In Watermelon Sugar. Dit is echter nooit bevestigd. In eerste instantie vond Styles het lied leuk, maar haatte hij het later. Het heeft ongeveer een jaar geduurd voordat Styles het nummer afrondde, waarna hij het weer een leuk nummer vond. Het is het nummer dat het langst heeft geduurd voordat het af was, en voor Styles het moeilijkst was om af te ronden.

## Hitnoteringen

### Nederlandse Top 40
| Hitnotering: 06-06-2022 t/m 31-10-2022 | Hitnotering: 06-06-2022 t/m 31-10-2022 | Hitnotering: 06-06-2022 t/m 31-10-2022 | Hitnotering: 06-06-2022 t/m 31-10-2022 | Hitnotering: 06-06-2022 t/m 31-10-2022 | Hitnotering: 06-06-2022 t/m 31-10-2022 | Hitnotering: 06-06-2022 t/m 31-10-2022 | Hitnotering: 06-06-2022 t/m 31-10-2022 | Hitnotering: 06-06-2022 t/m 31-10-2022 | Hitnotering: 06-06-2022 t/m 31-10-2022 | Hitnotering: 06-06-2022 t/m 31-10-2022 | Hitnotering: 06-06-2022 t/m 31-10-2022 | Hitnotering: 06-06-2022 t/m 31-10-2022 | Hitnotering: 06-06-2022 t/m 31-10-2022 | Hitnotering: 06-06-2022 t/m 31-10-2022 | Hitnotering: 06-06-2022 t/m 31-10-2022 | Hitnotering: 06-06-2022 t/m 31-10-2022 | Hitnotering: 06-06-2022 t/m 31-10-2022 | Hitnotering: 06-06-2022 t/m 31-10-2022 | Hitnotering: 06-06-2022 t/m 31-10-2022 | Hitnotering: 06-06-2022 t/m 31-10-2022 | Hitnotering: 06-06-2022 t/m 31-10-2022 |
| Week:                                  | 1                                      | 2                                      | 3                                      | 4                                      | 5                                      | 6                                      | 7                                      | 8                                      | 9                                      | 10                                     | 11                                     | 12                                     | 13                                     | 14                                     | 15                                     | 16                                     | 17                                     | 18                                     | 19                                     | 20                                     |                                        |
| -------------------------------------- | -------------------------------------- | -------------------------------------- | -------------------------------------- | -------------------------------------- | -------------------------------------- | -------------------------------------- | -------------------------------------- | -------------------------------------- | -------------------------------------- | -------------------------------------- | -------------------------------------- | -------------------------------------- | -------------------------------------- | -------------------------------------- | -------------------------------------- | -------------------------------------- | -------------------------------------- | -------------------------------------- | -------------------------------------- | -------------------------------------- | -------------------------------------- |
| Positie:                               | 29                                     | 20                                     | 17                                     | 10                                     | 7                                      | 4                                      | 4                                      | 4                                      | 3                                      | 3                                      | 2                                      | 3                                      | 4                                      | 4                                      | 5                                      | 6                                      | 11                                     | 18                                     | 23                                     | 27                                     |                                        |
| Week:                                  | 21                                     | 22                                     |                                        |                                        |                                        |                                        |                                        |                                        |                                        |                                        |                                        |                                        |                                        |                                        |                                        |                                        |                                        |                                        |                                        |                                        |                                        |
| Positie:                               | 34                                     | 39                                     |                                        |                                        |                                        |                                        |                                        |                                        |                                        |                                        |                                        |                                        |                                        |                                        |                                        |                                        |                                        |                                        |                                        |                                        |                                        |

### Nederlandse Single Top 100
| Hitnotering: (Week 1 t/m 5) 23-11-2019 t/m 21-12-2019 Hitnotering: (Week 6 t/m 8) 04-01-2020 t/m 18-01-2020 Hitnotering: (Week 9 t/m 39) 30-05-2020 t/m 26-12-2020 Hitnotering: (Week 40 t/m 59) 09-01-2021 t/m 22-05-2021 Hitnotering: (Week 60 t/m 71) 05-06-2021 t/m 21-08-2021 Hitnotering: (Week 72) 16-07-2022 | Hitnotering: (Week 1 t/m 5) 23-11-2019 t/m 21-12-2019 Hitnotering: (Week 6 t/m 8) 04-01-2020 t/m 18-01-2020 Hitnotering: (Week 9 t/m 39) 30-05-2020 t/m 26-12-2020 Hitnotering: (Week 40 t/m 59) 09-01-2021 t/m 22-05-2021 Hitnotering: (Week 60 t/m 71) 05-06-2021 t/m 21-08-2021 Hitnotering: (Week 72) 16-07-2022 | Hitnotering: (Week 1 t/m 5) 23-11-2019 t/m 21-12-2019 Hitnotering: (Week 6 t/m 8) 04-01-2020 t/m 18-01-2020 Hitnotering: (Week 9 t/m 39) 30-05-2020 t/m 26-12-2020 Hitnotering: (Week 40 t/m 59) 09-01-2021 t/m 22-05-2021 Hitnotering: (Week 60 t/m 71) 05-06-2021 t/m 21-08-2021 Hitnotering: (Week 72) 16-07-2022 | Hitnotering: (Week 1 t/m 5) 23-11-2019 t/m 21-12-2019 Hitnotering: (Week 6 t/m 8) 04-01-2020 t/m 18-01-2020 Hitnotering: (Week 9 t/m 39) 30-05-2020 t/m 26-12-2020 Hitnotering: (Week 40 t/m 59) 09-01-2021 t/m 22-05-2021 Hitnotering: (Week 60 t/m 71) 05-06-2021 t/m 21-08-2021 Hitnotering: (Week 72) 16-07-2022 | Hitnotering: (Week 1 t/m 5) 23-11-2019 t/m 21-12-2019 Hitnotering: (Week 6 t/m 8) 04-01-2020 t/m 18-01-2020 Hitnotering: (Week 9 t/m 39) 30-05-2020 t/m 26-12-2020 Hitnotering: (Week 40 t/m 59) 09-01-2021 t/m 22-05-2021 Hitnotering: (Week 60 t/m 71) 05-06-2021 t/m 21-08-2021 Hitnotering: (Week 72) 16-07-2022 | Hitnotering: (Week 1 t/m 5) 23-11-2019 t/m 21-12-2019 Hitnotering: (Week 6 t/m 8) 04-01-2020 t/m 18-01-2020 Hitnotering: (Week 9 t/m 39) 30-05-2020 t/m 26-12-2020 Hitnotering: (Week 40 t/m 59) 09-01-2021 t/m 22-05-2021 Hitnotering: (Week 60 t/m 71) 05-06-2021 t/m 21-08-2021 Hitnotering: (Week 72) 16-07-2022 | Hitnotering: (Week 1 t/m 5) 23-11-2019 t/m 21-12-2019 Hitnotering: (Week 6 t/m 8) 04-01-2020 t/m 18-01-2020 Hitnotering: (Week 9 t/m 39) 30-05-2020 t/m 26-12-2020 Hitnotering: (Week 40 t/m 59) 09-01-2021 t/m 22-05-2021 Hitnotering: (Week 60 t/m 71) 05-06-2021 t/m 21-08-2021 Hitnotering: (Week 72) 16-07-2022 | Hitnotering: (Week 1 t/m 5) 23-11-2019 t/m 21-12-2019 Hitnotering: (Week 6 t/m 8) 04-01-2020 t/m 18-01-2020 Hitnotering: (Week 9 t/m 39) 30-05-2020 t/m 26-12-2020 Hitnotering: (Week 40 t/m 59) 09-01-2021 t/m 22-05-2021 Hitnotering: (Week 60 t/m 71) 05-06-2021 t/m 21-08-2021 Hitnotering: (Week 72) 16-07-2022 | Hitnotering: (Week 1 t/m 5) 23-11-2019 t/m 21-12-2019 Hitnotering: (Week 6 t/m 8) 04-01-2020 t/m 18-01-2020 Hitnotering: (Week 9 t/m 39) 30-05-2020 t/m 26-12-2020 Hitnotering: (Week 40 t/m 59) 09-01-2021 t/m 22-05-2021 Hitnotering: (Week 60 t/m 71) 05-06-2021 t/m 21-08-2021 Hitnotering: (Week 72) 16-07-2022 | Hitnotering: (Week 1 t/m 5) 23-11-2019 t/m 21-12-2019 Hitnotering: (Week 6 t/m 8) 04-01-2020 t/m 18-01-2020 Hitnotering: (Week 9 t/m 39) 30-05-2020 t/m 26-12-2020 Hitnotering: (Week 40 t/m 59) 09-01-2021 t/m 22-05-2021 Hitnotering: (Week 60 t/m 71) 05-06-2021 t/m 21-08-2021 Hitnotering: (Week 72) 16-07-2022 | Hitnotering: (Week 1 t/m 5) 23-11-2019 t/m 21-12-2019 Hitnotering: (Week 6 t/m 8) 04-01-2020 t/m 18-01-2020 Hitnotering: (Week 9 t/m 39) 30-05-2020 t/m 26-12-2020 Hitnotering: (Week 40 t/m 59) 09-01-2021 t/m 22-05-2021 Hitnotering: (Week 60 t/m 71) 05-06-2021 t/m 21-08-2021 Hitnotering: (Week 72) 16-07-2022 | Hitnotering: (Week 1 t/m 5) 23-11-2019 t/m 21-12-2019 Hitnotering: (Week 6 t/m 8) 04-01-2020 t/m 18-01-2020 Hitnotering: (Week 9 t/m 39) 30-05-2020 t/m 26-12-2020 Hitnotering: (Week 40 t/m 59) 09-01-2021 t/m 22-05-2021 Hitnotering: (Week 60 t/m 71) 05-06-2021 t/m 21-08-2021 Hitnotering: (Week 72) 16-07-2022 | Hitnotering: (Week 1 t/m 5) 23-11-2019 t/m 21-12-2019 Hitnotering: (Week 6 t/m 8) 04-01-2020 t/m 18-01-2020 Hitnotering: (Week 9 t/m 39) 30-05-2020 t/m 26-12-2020 Hitnotering: (Week 40 t/m 59) 09-01-2021 t/m 22-05-2021 Hitnotering: (Week 60 t/m 71) 05-06-2021 t/m 21-08-2021 Hitnotering: (Week 72) 16-07-2022 | Hitnotering: (Week 1 t/m 5) 23-11-2019 t/m 21-12-2019 Hitnotering: (Week 6 t/m 8) 04-01-2020 t/m 18-01-2020 Hitnotering: (Week 9 t/m 39) 30-05-2020 t/m 26-12-2020 Hitnotering: (Week 40 t/m 59) 09-01-2021 t/m 22-05-2021 Hitnotering: (Week 60 t/m 71) 05-06-2021 t/m 21-08-2021 Hitnotering: (Week 72) 16-07-2022 | Hitnotering: (Week 1 t/m 5) 23-11-2019 t/m 21-12-2019 Hitnotering: (Week 6 t/m 8) 04-01-2020 t/m 18-01-2020 Hitnotering: (Week 9 t/m 39) 30-05-2020 t/m 26-12-2020 Hitnotering: (Week 40 t/m 59) 09-01-2021 t/m 22-05-2021 Hitnotering: (Week 60 t/m 71) 05-06-2021 t/m 21-08-2021 Hitnotering: (Week 72) 16-07-2022 | Hitnotering: (Week 1 t/m 5) 23-11-2019 t/m 21-12-2019 Hitnotering: (Week 6 t/m 8) 04-01-2020 t/m 18-01-2020 Hitnotering: (Week 9 t/m 39) 30-05-2020 t/m 26-12-2020 Hitnotering: (Week 40 t/m 59) 09-01-2021 t/m 22-05-2021 Hitnotering: (Week 60 t/m 71) 05-06-2021 t/m 21-08-2021 Hitnotering: (Week 72) 16-07-2022 | Hitnotering: (Week 1 t/m 5) 23-11-2019 t/m 21-12-2019 Hitnotering: (Week 6 t/m 8) 04-01-2020 t/m 18-01-2020 Hitnotering: (Week 9 t/m 39) 30-05-2020 t/m 26-12-2020 Hitnotering: (Week 40 t/m 59) 09-01-2021 t/m 22-05-2021 Hitnotering: (Week 60 t/m 71) 05-06-2021 t/m 21-08-2021 Hitnotering: (Week 72) 16-07-2022 | Hitnotering: (Week 1 t/m 5) 23-11-2019 t/m 21-12-2019 Hitnotering: (Week 6 t/m 8) 04-01-2020 t/m 18-01-2020 Hitnotering: (Week 9 t/m 39) 30-05-2020 t/m 26-12-2020 Hitnotering: (Week 40 t/m 59) 09-01-2021 t/m 22-05-2021 Hitnotering: (Week 60 t/m 71) 05-06-2021 t/m 21-08-2021 Hitnotering: (Week 72) 16-07-2022 | Hitnotering: (Week 1 t/m 5) 23-11-2019 t/m 21-12-2019 Hitnotering: (Week 6 t/m 8) 04-01-2020 t/m 18-01-2020 Hitnotering: (Week 9 t/m 39) 30-05-2020 t/m 26-12-2020 Hitnotering: (Week 40 t/m 59) 09-01-2021 t/m 22-05-2021 Hitnotering: (Week 60 t/m 71) 05-06-2021 t/m 21-08-2021 Hitnotering: (Week 72) 16-07-2022 | Hitnotering: (Week 1 t/m 5) 23-11-2019 t/m 21-12-2019 Hitnotering: (Week 6 t/m 8) 04-01-2020 t/m 18-01-2020 Hitnotering: (Week 9 t/m 39) 30-05-2020 t/m 26-12-2020 Hitnotering: (Week 40 t/m 59) 09-01-2021 t/m 22-05-2021 Hitnotering: (Week 60 t/m 71) 05-06-2021 t/m 21-08-2021 Hitnotering: (Week 72) 16-07-2022 | Hitnotering: (Week 1 t/m 5) 23-11-2019 t/m 21-12-2019 Hitnotering: (Week 6 t/m 8) 04-01-2020 t/m 18-01-2020 Hitnotering: (Week 9 t/m 39) 30-05-2020 t/m 26-12-2020 Hitnotering: (Week 40 t/m 59) 09-01-2021 t/m 22-05-2021 Hitnotering: (Week 60 t/m 71) 05-06-2021 t/m 21-08-2021 Hitnotering: (Week 72) 16-07-2022 | Hitnotering: (Week 1 t/m 5) 23-11-2019 t/m 21-12-2019 Hitnotering: (Week 6 t/m 8) 04-01-2020 t/m 18-01-2020 Hitnotering: (Week 9 t/m 39) 30-05-2020 t/m 26-12-2020 Hitnotering: (Week 40 t/m 59) 09-01-2021 t/m 22-05-2021 Hitnotering: (Week 60 t/m 71) 05-06-2021 t/m 21-08-2021 Hitnotering: (Week 72) 16-07-2022 |
| Week: | 1 | 2 | 3 | 4 | 5 | | 6 | 7 | 8 | | 9 | 10 | 11 | 12 | 13 | 14 | 15 | 16 | 17 | 18 | |
| --- | --- | --- | --- | --- | --- | --- | --- | --- | --- | --- | --- | --- | --- | --- | --- | --- | --- | --- | --- | --- | --- |
| Positie: | 100 | 48 | 76 | 91 | 58 | uit | 78 | 74 | 87 | uit | 39 | 32 | 26 | 15 | 13 | 9 | 8 | 8 | 6 | 7 | |
| Week: | 19 | 20 | 21 | 22 | 23 | 24 | 25 | 26 | 27 | 28 | 29 | 30 | 31 | 32 | 33 | 34 | 35 | 36 | 37 | 38 | |
| Positie: | 4 | 5 | 6 | 8 | 11 | 12 | 12 | 12 | 12 | 15 | 18 | 26 | 32 | 40 | 44 | 46 | 55 | 59 | 66 | 74 | |
| Week: | 39 | | 40 | 41 | 42 | 43 | 44 | 45 | 46 | 47 | 48 | 49 | 50 | 51 | 52 | 53 | 54 | 55 | 56 | 57 | |
| Positie: | 76 | uit | 50 | 57 | 68 | 69 | 76 | 80 | 90 | 66 | 75 | 83 | 84 | 78 | 78 | 85 | 89 | 81 | 84 | 83 | |
| Week: | 58 | 59 | | 60 | 61 | 62 | 63 | 64 | 65 | 66 | 67 | 68 | 69 | 70 | 71 | | 72 | | | | |
| Positie: | 84 | 92 | uit | 81 | 81 | 78 | 83 | 87 | 83 | 91 | 87 | 84 | 96 | 97 | 100 | uit | 99 | | | | |

### Vlaamse Ultratop 50
| Hitnotering: 06-06-2020 t/m 20-02-2021 | Hitnotering: 06-06-2020 t/m 20-02-2021 | Hitnotering: 06-06-2020 t/m 20-02-2021 | Hitnotering: 06-06-2020 t/m 20-02-2021 | Hitnotering: 06-06-2020 t/m 20-02-2021 | Hitnotering: 06-06-2020 t/m 20-02-2021 | Hitnotering: 06-06-2020 t/m 20-02-2021 | Hitnotering: 06-06-2020 t/m 20-02-2021 | Hitnotering: 06-06-2020 t/m 20-02-2021 | Hitnotering: 06-06-2020 t/m 20-02-2021 | Hitnotering: 06-06-2020 t/m 20-02-2021 | Hitnotering: 06-06-2020 t/m 20-02-2021 | Hitnotering: 06-06-2020 t/m 20-02-2021 | Hitnotering: 06-06-2020 t/m 20-02-2021 | Hitnotering: 06-06-2020 t/m 20-02-2021 | Hitnotering: 06-06-2020 t/m 20-02-2021 | Hitnotering: 06-06-2020 t/m 20-02-2021 | Hitnotering: 06-06-2020 t/m 20-02-2021 | Hitnotering: 06-06-2020 t/m 20-02-2021 | Hitnotering: 06-06-2020 t/m 20-02-2021 | Hitnotering: 06-06-2020 t/m 20-02-2021 | Hitnotering: 06-06-2020 t/m 20-02-2021 |
| Week:                                  | 1                                      | 2                                      | 3                                      | 4                                      | 5                                      | 6                                      | 7                                      | 8                                      | 9                                      | 10                                     | 11                                     | 12                                     | 13                                     | 14                                     | 15                                     | 16                                     | 17                                     | 18                                     | 19                                     | 20                                     |                                        |
| -------------------------------------- | -------------------------------------- | -------------------------------------- | -------------------------------------- | -------------------------------------- | -------------------------------------- | -------------------------------------- | -------------------------------------- | -------------------------------------- | -------------------------------------- | -------------------------------------- | -------------------------------------- | -------------------------------------- | -------------------------------------- | -------------------------------------- | -------------------------------------- | -------------------------------------- | -------------------------------------- | -------------------------------------- | -------------------------------------- | -------------------------------------- | -------------------------------------- |
| Positie:                               | 32                                     | 21                                     | 20                                     | 12                                     | 7                                      | 9                                      | 8                                      | 3                                      | 3                                      | 2                                      | 2                                      | 3                                      | 3                                      | 3                                      | 2                                      | 4                                      | 5                                      | 4                                      | 10                                     | 21                                     |                                        |
| Week:                                  | 21                                     | 22                                     | 23                                     | 24                                     | 25                                     | 26                                     | 27                                     | 28                                     | 29                                     | 30                                     | 31                                     | 32                                     | 33                                     | 34                                     | 35                                     | 36                                     | 37                                     | 38                                     |                                        |                                        |                                        |
| Positie:                               | 19                                     | 21                                     | 18                                     | 18                                     | 29                                     | 25                                     | 38                                     | 19                                     | 34                                     | 27                                     | 36                                     | 32                                     | 37                                     | 38                                     | 40                                     | 45                                     | 49                                     | 44                                     | uit                                    |                                        |                                        |

### NPO Radio 2 Top 2000
| Nummer met noteringen in de NPO Radio 2 Top 2000 | '20  | '21 | '22 | '23 | '24  |
| ------------------------------------------------ | ---- | --- | --- | --- | ---- |
| Watermelon Sugar                                 | 1990 | 873 | 661 | 777 | 1057 |

1. ↑  Een vetgedrukt getal geeft de hoogste notering aan.
2. ↑  2020 was het eerste jaar met een notering voor dit nummer.